# Neomorphus
Neomorphus Gloger, 1827 è un genere di uccelli cuculiformi della famiglia Cuculidae.
Sono cuculi non appariscenti, molto difficili da vedere nonostante le dimensioni medio-grandi. Vivono nelle foreste umide primarie dei Neotropici

## Tassonomia
Questo genere comprende 5 specie:
- Neomorphus geoffroyi - Cuculo di terra ventrerosso
- Neomorphus squamiger - Cuculo di terra squamoso
- Neomorphus radiolosus - Cuculo di terra fasciato
- Neomorphus rufipennis - Cuculo di terra alirossicce
- Neomorphus pucheranii - Cuculo terragnolo beccorosso